# De utstötta (1931)
De utstötta är en svensk svartvit stumfilm från 1931 med regi och manus av Matts A. Stenström.
Filmen spelades in i Stockholm och Södertälje med Elner Åkesson som fotograf och premiärvisades den 31 januari 1931 i Realläroverkets högtidssal i Göteborg.. De medverkande var i huvudsak amatörer.

## Om filmen
Sedd ur en sentida synpunkt är De utstötta en av 1930-talets märkligare filmer. Det beror kanske mindre på vad den färdiga filmen blev - den kritik som riktades från vänsterkanten har mycket fog för sig - men på grund av den intressanta produktionshistorien och den senare distributionen av filmen. Även regissören Matts Stenströms uttalade målsättningar med sitt filmarbete har sitt givna intresse när man till exempel jämför med vad den senare så kallade italienska neorealismens uttolkare framfört.
Filmen tillkom på initiativ av en kommitté som bildats för detta ändamål. Denna bestod av den kände filmskribenten C.J. Björklund, C.W. Andersson (ordförande i Stockholms metallarbetarefackförening), Harry Kolare (redaktör i Svenska Morgonbladet), G.O. Strand (förtroendeman i Pappersindustriarbetarförbundet) och Sigvard Cruse (representant för de fackliga centralorganisationerna).
Det har senare uppgivits att Landsorganisationen (L.O.) skulle ha finansierat filmen men detta förefaller osannolikt, särskilt när man tar del av den senare presspolemiken kring filmen då frågan snarare ställdes om varför L.O. inte haft ett finger med i det hela. Däremot fanns flera företrädande fackföreningsmän med i organisationen bakom filmen. Många av initiativtagarna var kyrkligt engagerade som till exempel redaktören vid frikyrkliga Svenska Morgonbladet Harry Kolare, vilket framgår av det upprop som publicerades i Social-Demokraten 5.11.1930. Man kan bland de mer aktiva märka ett markant inslag från den syndikalistiska rörelsen.
Björklund har senare beskrivit hela inspelningen och visningarna av filmen. När filmen var klar och haft en första premiär i Göteborg och dagen därpå en mer officiell sådan i Stockholms konserthus, med ett flammande tal av Fredrik Ström, visades den av olika turnerande filmgrupper försedda med portabla filmprojektorer. Visningarna omgavs med tal och andra propagandaarrangemang. Man samlade därvid in pengar för att dels täcka kostnaderna för filmen, dels som hjälp åt arbetslösa. Enligt ett senare radioföredrag av Matts Strenström skall filmen därvid ha setts av omkring 100 000 åskådare sammanlagt.
Regissören Matts Stenström var mycket intresserad av att använda sig av amatörer i sitt filmarbete, vilket han utvecklade i en intervju i Filmjournalen (12/1931): ”Och liksom i den förra filmen är det också här mest amatörer som spela. Film och teater är så fullkomligt olika saker, att det ofta inte alls är det lyckligaste med scenartister framför kameran. När man skall föra fram något över en ramp krävs det helt andra medel och ett fullkomligt olika framställningssätt än när man skall tolka något på den vita duken. Film skall vara fotograferad verklighet. Skådespelarna ha sin scenvana, sitt speciella sätt att tolka typer och känslor - så som det skall göras på en scen för att bli bra. De kunskaperna ta de med sig framför kameran. Och där passa de inte alltid lika väl. Alltsammans blir friskare, spontanare, verkligare, om man tar oskolade krafter bland vardagslivets människor och låter dem stiga fram för kameraobjektivet och vara sig själva, spela var och en sin egen typ.”
I stort sett alla medverkande var också rena amatörer, enligt samtida uppgifter arbetslösa som plockats direkt ur köerna utanför Folkets hus och andra ställen. Själva inspelningen ägde till stor del rum på ett pensionat utanför Södertälje, som kom att fungera som bland annat filmateljé. Enligt en intervju gjord av Torsten Jungstedt för Svensk filmografi 3 med  Gerda Henschen-Nygren fanns också kriminalexperten Harry Söderman ofta på plats och kunde fungera som sakkunnig ledare när man visade polisarbete och fingeravtryck.
Filmens efterspel kom bland annat att präglas av en mindre smickrande presspolemik kring de ekonomiska förehavandena. Den kommunistiska Ny Dag anklagade (31.1.1931 och 5.2.1931) tidigt vissa av de kommiterade för att ha gjort det hela till ett privatgeschäft på ”de arbetslösas skriande nöd och med arbetarorganisationernas pengar”. Även i den socialdemokratiska pressen uttrycktes senare missnöje med hur filmens ekonomi handhafts. Irefilm, som fungerat som teknisk producent av filmen, stämde kommittén för uteblivna betalningar för produktionen.
Filmens distribution övertogs i sept 1931 av Svenska Filmmissionen och omcensurerades därvid i väsentligt nedkortat skick med titeln De hemlösa.

## Rollista
- Ernst Högberg – Axel
- Gerda Henschen-Nygren	– Elsa
- Ester Riwkin – Axels fästmö
- Börje Lundh – hennes kavaljer i Stockholm

### Fotnoter
1. 1 2  ”De utsötta”. Svensk Filmdatabas. http://sfi.se/sv/svensk-filmdatabas/Item/?itemid=3680&type=MOVIE&iv=Basic&ref=/templates/SwedishFilmSearchResult.aspx?id%3d1225%26epslanguage%3dsv%26searchword%3dde+utst%C3%B6tta%26type%3dMovieTitle%26match%3dBegin%26page%3d1%26prom%3dFalse. Läst 19 april 2013.
2. ↑  ”CJ Björklund och ”De utstötta” - en film som var ett vapen i kampen mot
arbetslösheten”. Film och TV (nr 2-3/1973).
3. ↑  Eva Bjärlund. ”De utstötta - ett försvunnet filmdokument”. Chaplin nr 113 (1972).
4. ↑  Carl Johan Björklund. ”De utstötta. Om en märklig filminspelning”. Scen och Salong 1949 nr 7.